# بازآرایی بیکر–ونکاتارامان
بازآرایی بیکر–ونکاتارامان (انگلیسی: Baker–Venkataraman rearrangement) گونه ای از واکنش بازآرایی در شیمی آلی است که در آن یک ۲-استوکسی‌استوفنون با یک باز واکنش داده و یک ۱٬۳-دی‌کتون تولید می‌کند. این واکنش به افتخار دو شیمیدان به نام های ویلسون بیکر و کریشناسامی ونکاتارامان نام‌گذاری شده است.